# سریک ساپییف
سریک ساپییِف (قزاقی: Серік Жұманғалиұлы Сәпиев؛ زادهٔ ۱۶ نوامبر ۱۹۸۳) بوکسور اهل قزاقستان است.
از افتخارات وی میتوان به کسب مدال طلا در بازی‌های المپیک تابستانی ۲۰۱۲ اشاره کرد.